# ريج سبنسر
ريج سبنسر (بالإنجليزية: Reg Spencer)‏ (1 ديسمبر 1908 في المملكة المتحدة - 16 مارس 1981 بتشستر في المملكة المتحدة) هو مدرب كرة قدم ولاعب كرة قدم بريطاني (وحمل سابقاً جنسية المملكة المتحدة لبريطانيا العظمى وأيرلندا) في مركز نصف الجناح. لعب مع نادي ترانمير روفرز لكرة القدم.